# Realm Crafter
Realm Crafter, o RC è un motore grafico per giochi 3D MMORPG sviluppato da Solstar Games. Il sistema di creazione del gioco include un editor di gioco, un linguaggio di scripting, un editor di terreno, un editor per i personaggi, e può essere utilizzato per creare le classi, gli equipaggiamenti, NPCs, e altro ancora. Il sistema utilizza i linguaggi Blitz3D e BlitzPlus creati da Blitz Research per la versione standard, e C++ per quella Professional. Come per la maggior parte degli strumenti, il software non richiede alcuna conoscenza di codici, anche se il motore può essere modificato dagli utenti che conoscono il linguaggio di programmazione.

## Design Base
RealmCrafter comprende un editor di gioco generico che consente all'utente di aggiungere oggetti (che Solstar chiama "Gubbins"), modificare le mappe del gioco, e così via. Esso comprende anche il programma di avvio di base, che mostra un elenco di progetti, nonché il set di strumenti di RC. Questi ultimi possono consentire anche ad un utente inesperto di creare ambienti complessi, modelli, Dungeons, e gli edifici. Esso comprende anche strumenti che consentono di provare i server e i client di gioco. Editor extra, come Mega Terrain Editor, sono considerati come strumenti, e appariranno in questa cartella, una volta scaricati e installati.

## Editor degli script
Realm Crafter comprende anche editor per gli script, che permette ad un utente di definire / modificare / creare eventi nel gioco. Gli script sono scritti in una versione di base fortemente influenzata da Blitz Basic. Gli script possono essere creati nel Quest Wizard, l'editor proprio di Solstar, o in un altro editor di testo.

## Motore grafico
RealmCrafter standard utilizza un motore grafico basato ampiamente su DirectX7.
RealmCrafter Professional usa un shader che utilizza DirectX9, con alte prestazioni grafiche, basato su Pixel e Vertex Shader Model 2 (attualmente in versione beta).

## Licenza
La versione standard di Realm Crafter (e le relative licenze) sono acquistabili sul sito ufficiale al prezzo di $100.00 per computer.
La versione professional di Realm Crafter (e le relative licenze) sono acquistabili sul sito ufficiale al prezzo di $165.00 per computer.
Includono anche il set di strumenti e alcuni esempi.

## Giochi creati usando RealmCrafter
RealmCrafter è stato usato in una varietà di progetti che spaziano in una varia selezione di generi: fantasy, postapocalittico, space Opera, cyberpunk, racing, storico e didattico.
Ci sono attualmente numerosi team di sviluppo coinvolti nella produzione di propri titoli con RC.
Ad oggi molti prodotti sono attualmente in fase alpha e beta. Due prodotti pubblicati con RealmCrafter sono: Dansken online e Knights of Dream City.
In versione Beta è invece il videogioco Aerrevan.